# Луксор (губернаторство)
Луксо́р (Ель-Уксор, араб. الأقصر) — губернаторство (мухафаза) в Арабській Республіці Єгипет. Адміністративний центр — місто Луксор.
Населення — 457 286 осіб (2006).
Губернаторство розташоване на півдні країни, у долині Нілу, за 185 км на північ від Асуана і за 50 км на південь від Кени. На півночі межує з мухафазах Кена, південніше знаходиться мухафаза Асуан. Площа - 2960 км ².

## Історія
Утворилося в 2006 року шляхом відділення від мухафази Кена кількох районів.

## Економіка
Економіка повністю заснована на туризмі.

## Пам'ятки
Серед основних визначних пам'яток - храми Луксора, Карнака, Долина Царів, Долина Цариць тощо.

## Найбільші міста
| № | Місто      | Населення, осіб (2006) |
| - | ---------- | ---------------------- |
| 1 | Луксор     | 202 232                |
| 2 | Ель-Баядія | 15 501                 |